# Saint-Julien-du-Serre

Saint-Julien-du-Serre este o comună în departamentul Ardèche din sud-estul Franței. În 1 ianuarie 2022 avea o populație de 874 de locuitori.